# Гутьеррес, Синтия
Синтия Гутьеррес Альварес (исп. Cynthia Gutiérrez Álvarez; род. 1978, Гвадалахара, Мексика) — мексиканская художница и скульптор, режиссёр.

## Биография
С 1997 года училась в Университете Гвадалахары, в 2001 году получила степень бакалавра по специальности изобразительное искусство со специализацией скульптура. Затем в 2001—2002 гг. занималась в семинаре по современного искусства «Наследие Дюшана» у чилийского художника Кристиана Сильвы, в дальнейшем училась также в мастер-классах мексиканского художника Рубена Мендеса.
В 2004 году выступила одним из соучредителем лаборатории экспериментального искусства Clemente Jacqs — ключевой институции независимых художников в Гвадалахаре.
В 2006 и 2010 годах она была лауреатом стипендии Программы поощрения художественного творчества и развития (PECDA), предоставленной Национальным советом по культуре и искусству (CONACULTA).
С 2012 года Синтия Гутьеррес является членом Национального совета по культуре и искусству (CECA).

## Творческая карьера
Синтия Гутьеррес выставляется с 2002 года в Мексике и в других странах. В 2009 году она была приглашена в резиденцию LABoral в Хихоне (Испания) с проектом, посвящённым воздействию миграции на коллективную, личную и семейную память. Среди важнейших международных проектов, в которых участвовала Гутьеррес, — Московская международная биеннале молодого искусства (2010) и Берлинская биеннале современного искусства (2014).
В 2016 году Гутьеррес выиграла международный конкурс «Общественный договор», объявленный фондом «Изоляция», на художественное оформление пустого места, оставшегося после сноса памятника Ленину на Бессарабской площади в Киеве: на месте памятника на неделю была установлена инсталляция Гутьеррес «Населяя тени».
Для Синтии Гутьеррес созерцание — это повседневная привычка. Паломничество, которое предлагает нам увидеть повседневные предметы быта, а затем снова взглянуть на них и ощутить то, чего мы не видели. Работа художницы раскрывает нам самые возвышенные тайны вещей и проявляет в них неведомую силу: память.

## Выставки

### Персональные
- 2019 Todos los siglos son un solo instante (La Tallera, Куэрнавака).
- 2019 No para siempre en la tierra (Proyecto Paralelo, Мехико)
- 2017 Persisting Monuments (SCAD Museum of Art, Саванна, США)
- 2017 Roca, lastre, polvo (Fundación CALOSA, Ирапуато)
- 2016 Paráfrasis del estrago (Museo de Arte Raúl Anguiano, Гвадалахара)
- 2016 Pop-up summer (Proyecto Paralelo, Мехико)
- 2015 Abismo flotante, Batiente 0.6 (Casa del Lago, Мехико)
- 2014 Coreografía del colapso (Proyecto Paralelo, Мехико)
- 2012 Casi puedo recordar el inútil paso del tiempo (WARE, Леон, Мексика)
- 2011 Notas de carnaval, curaduría Alicia Lozano (Museo de Arte de Zapopan, Сапопан, Мексика)
- 2010 Line out (La Vitrina, Гвадалахара)
- 2009 Hombre muerto caminando la Luna (Las Monas, Леон, Мексика)
- 2008 Escuela para cadáveres (Laboratorio 390, Гвадалахара)
- 2007 No pulp, just fiction (Museo de Arte Raúl Anguiano, Гвадалахара)
- 2007 Milking a dead cow (Charro Negro Galería, Сапопан, Мексика)
- 2005 Motores vegetales (Arena México Arte Contemporáneo, Гвадалахара)